# TLC: Tables, Ladders & Chairs (2019)
TLC: Tables, Ladders & Chairs (2019) – gala wrestlingu wyprodukowana przez federację WWE dla zawodników z brandów Raw i SmackDown. Odbyła się 15 grudnia 2019 w Target Center w Minneapolis w stanie Minnesota. Emisja była przeprowadzana na żywo za pośrednictwem WWE Network oraz w systemie pay-per-view. Była to jedenasta gala w chronologii cyklu TLC: Tables, Ladders & Chairs.
Podczas gali odbyło się osiem walk, w tym jedna podczas pre-show. W walce wieczoru, The Kabuki Warriors (Asuka i Kairi Sane) pokonały Raw Women’s Champion Becky Lynch i Charlotte Flair w Tag Team Tables, Ladders and Chairs matchu broniąc WWE Women’s Tag Team Championship, był to także pierwszy raz kiedy ten tytuł był broniony w walce wieczoru na pay-per-view, a także pierwszą kobiecą walką Tag Team TLC. W innych ważnych walkach, Universal Champion Bray Wyatt pokonał The Miza w walce bez tytułu na szali, The New Day (reprezentowani przez Big E i Kofiego Kingstona) pokonali The Revival (Scotta Dawsona i Dasha Wildera) w Ladder matchu i obronili SmackDown Tag Team Championship, Bobby Lashley pokonał Ruseva w Tables matchu oraz King Corbin pokonał Romana Reignsa w Tables, Ladders and Chairs matchu.

## Produkcja
TLC: Tables, Ladders & Chairs oferowało walki profesjonalnego wrestlingu z udziałem wrestlerów należących do brandów Raw i SmackDown. Oskryptowane rywalizacje (storyline’y) kreowane są podczas cotygodniowych gal Raw i SmackDown. Wrestlerzy są przedstawieni jako heele (negatywni, źli zawodnicy i najczęściej wrogowie publiki) i face’owie (pozytywni, dobrzy i najczęściej ulubieńcy publiki), którzy rywalizują pomiędzy sobą w seriach walk mających budować napięcie. Kulminacją rywalizacji jest walka wrestlerska lub ich seria.

### Rywalizacje
Podczas kobiecego Survivor Series matchu, kapitan Team Raw Charlotte Flair i partnerka Asuka wdali się w kłótnię, w wyniku której Asuka splunęła green mistem w twarz Flair; Asuka opuściła walkę, podczas gdy Flair została wyeliminowana. Walka pomiędzy nimi miała miejsce następnej nocy na Raw, gdzie Asuka, z pewną pomocą swojej partnerki Tag Team Kairi Sane, pokonała Flair po tym, jak ponownie splunęła green mistem w twarz Flair. W następnym tygodniu Flair przegrała z The Kabuki Warriors (Asuka i Sane) w Handicap match. 9 grudnia Flair zwróciła się do byłej rywalki i Raw Women’s Champion Becky Lynch i stwierdziła, że chociaż nie lubiła Lynch, bardziej nie lubiła The Kabuki Warriors. Lynch początkowo odrzucała Flair, a następnie wygrała Handicap match z The Kabuki Warriors przez dyskwalifikację, po czym one unieścili Lynch na stole. Później zaatakowali Flair na backstage’u i rzucili wyzwanie Lynch i Flair, z WWE Women’s Tag Team Championship na szali na TLC. Lynch i Flair przyjęły wyzwanie jako Tables, Ladders and Chairs match, co oznaczało pierwszą kobiecą walkę Tag Teamową zakwestionowany zgodnie ze stypulacją.
18 listopada na odcinku Raw, Buddy Murphy udał się do szatni Aleistera Blacka, aby rzucić mu wyzwanie, ale Black był nieobecny i Murphy twierdził, że Black to tylko rozmowa i żadna walka. W następnym tygodniu pojawił się Black i zaatakował Murphy’ego po walce tego ostatniego. Na odcinku z 2 grudnia, po obejrzeniu walki Blacka na backstage’u, Murphy udzielił wywiadu, w którym ponownie wyzwał Blacka na pojedynek. W następnym tygodniu ogłoszono walkę pomiędzy Blackiem i Murphym na TLC.
Przed WWE Draft 2019 Rusev, jego żona Lana i Bobby Lashley wrócili z przerwy; 30 września podczas odcinka Raw, walka Ruseva o Universal Championship zakończyła się bez rezultatu, kiedy pojawił się Lashley, zawołał Lanę i zaczął się z nią całować. Cała trójka została przeniesiona na Raw, a Lashley i Lana nadal dręczyli Ruseva swoim romansem przez następne kilka tygodni. Lana wyjaśniła, że zdradziła Ruseva, ponieważ on zdradził ją pierwszy i że był uzależniony od seksu. Dokumenty rozwodowe i zakaz zbliżania się zostały ostatecznie wydane przeciwko Rusevowi. 25 listopada Rusev złamał zakaz zbliżania się i brutalnie zaatakował Lashleya, po czym ochrona wyprowadziła Ruseva z budynku. W następnym tygodniu Rusev ponownie złamał zakaz zbliżania się i zaatakował Lashleya, chociaż ochrona nie próbowała go zatrzymać. Ochrona z kolei aresztowała Lashleya i Lanę po tym, jak Lashley popchnął policjanta, a Lana uderzyła innego. 9 grudnia Rusev i Lana podpisali swoje dokumenty rozwodowe na mocy porozumienia, że Rusev otrzyma walkę z Lashleyem na TLC, co stało się Tables matchem.  
9 grudnia na odcinku Raw, The Viking Raiders (Erik i Ivar) wystawili otwarte wyzwanie dla ich Raw Tag Team Championship, na które odpowiedzieli Street Profits (Angelo Dawkins i Montez Ford), którzy zostali pokonani. Następnego dnia na WWE Backstage ujawniono, że The Viking Raiders będą mieli kolejne otwarte wyzwanie w TLC.
Przed Survivor Series, rozpoczął się feud pomiędzy Romanem Reignsem i Kingiem Corbinem. Podczas męskiego Survivor Series matchu, po tym jak Corbin zasadniczo spowodował eliminację ich partnera z Team SmackDown, Mustafy Alego, kapitan drużyny Reigns wykonał Spear na Corbinie, co spowodowało eliminację Corbina, podczas gdy Reigns wygrał walkę dla swojej drużyny. Na następnym odcinku SmackDown, Reigns zawołał Corbina, który twierdził, że Team SmackDown wygrała przez niego i stwierdził, że Reigns zdradził swoją drużynę, atakując go. Reigns wyzwał Corbina na pojedynek, jednak Corbin zamiast tego przedstawił Dolpha Zigglera i Roberta Roode’a i Roode wyzwał Reignsa na pojedynek, w którym Reigns wygrał. Po walce doszło do bójki. W następnym tygodniu ogłoszono Tables, Ladders and Chairs match pomiędzy Reignsem i Corbinem na TLC.
8 listopada na odcinku SmackDown, The New Day (Big E i Kofi Kingston) pokonali The Revival (Scott Dawson i Dash Wilder) i wygrali SmackDown Tag Team Championship. W następnym tygodniu doszło do rewanżu, ale interweniowali The Undisputed Era (Adam Cole, Bobby Fish, Kyle O’Reilly i Roderick Strong) z NXT, powodując zakończenie walki bez rezultatu. 6 grudnia The Revival pokonał Heavy Machinery (Otis i Tucker), Lucha House Party (Gran Metalik i Lince Dorado) oraz Mustafę Alego i Shorty’ego G w Fatal 4-Way Tag Team Elimination matchu, aby zdobyć kolejną walkę o tytuł na TLC, która miała stypulację Ladder match.
Na Survivor Series, "The Fiend" Bray Wyatt pokonał Daniela Bryana, aby zachować Universal Championship. Na kolejnym odcinku SmackDown, Wyatt (jako jego postać z Firefly Fun House) wyzwał Bryana, który teraz ponownie przyjął "Yes Movement", do kolejnego pojedynku o tytuł, który Bryan zaakceptował. Potem pojawił się The Fiend i zaatakował Bryana, wyrywając mu włosy. W następnym tygodniu, The Miz, który był spleciony w sporze, powiedział, że Bryan nie był widziany od czasu ataku The Fienda i stwierdził, że chociaż on i Bryan nie lubili się nawzajem, obaj byli częścią rodziny WWE i znajdzie Bryana. Wyatt przerwał i chciał "pobawić się" z Mizem, odkąd Bryan zniknął i chciał stać się częścią rodziny Miza, co skłoniło Miza do poszukiwania Wyatta. Później na backstage’u Miz znalazł przerobione zdjęcie rodziny Miza z Wyattem zamiast Miza, po czym Wyatt zaatakował Miza. Walka bez tytułu na szali pomiędzy Mizem i Wyattem został następnie zaplanowana na TLC, co oznaczało pierwszą walkę Wyatta od czasu jego powrotu w kwietniu, w którym walczył jako jego postać z Firefly Fun House zamiast jako The Fiend (ponieważ Miz i Wyatt nigdy wcześniej nie walczyli).

## Wyniki walk
| Nr                                                                   | Wyniki | Stypulacje                                                           | Czas  |
| -------------------------------------------------------------------- | --- | -------------------------------------------------------------------- | ----- |
| 1P                                                                   | Humberto Carrillo pokonał Andrade (z Zeliną Vegą)                                                                                  | Singles match                                                        | 12:45 |
| 2                                                                    | The New Day (Big E i Kofi Kingston) (c) pokonali The Revival (Scotta Dawsona i Dasha Wildera)                                      | Ladder match o WWE SmackDown Tag Team Championship                   | 19:20 |
| 3                                                                    | Aleister Black pokonał Buddy’ego Murphy’ego                                                                                        | Singles match                                                        | 13:45 |
| 4                                                                    | The Viking Raiders (Ivar i Erik) (c) vs. The O.C. (Luke Gallows i Karl Anderson) zakończyło się podwójnym wyliczeniem pozaringowym | Tag Team match o WWE Raw Tag Team Championship                       | 8:30  |
| 5                                                                    | King Corbin pokonał Romana Reignsa                                                                                                 | Tables, Ladders and Chairs match                                     | 22:20 |
| 6                                                                    | Bray Wyatt pokonał The Miza | Singles match                                                        | 6:40  |
| 7                                                                    | Bobby Lashley (z Laną) pokonał Ruseva                                                                                              | Tables match                                                         | 13:30 |
| 8                                                                    | The Kabuki Warriors (Asuka i Kairi Sane) (c) pokonały Becky Lynch i Charlotte Flair                                                | Tables, Ladders and Chairs match o WWE Women’s Tag Team Championship | 26:00 |
| (c) – mistrz/mistrzyni przed walkąP – walka miała miejsce w pre-show | |                                                                      |       |